# Bilheteria de Toy Story 3

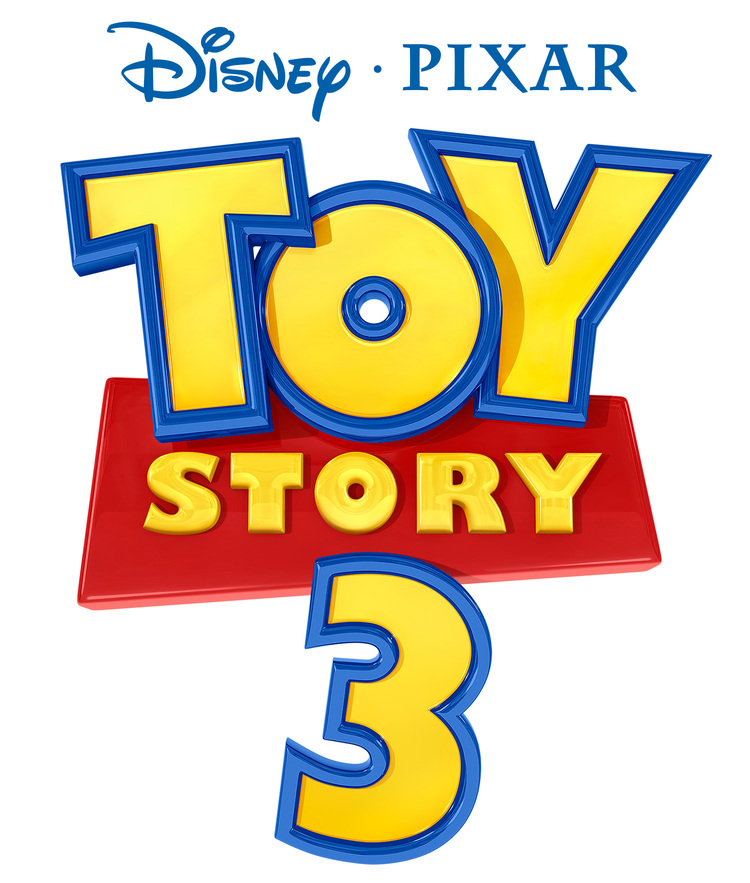
Toy Story 3 é um dos maiores sucessos da Pixar Animation Studios, tornando-se o primeiro filme de animação da história do cinema a ultrapassar a marca de 1 bilhão de dólares em bilheteria.

O filme Toy Story 3 (2010) arrecadou 415 milhões de dólares na América do Norte e 652 milhões em outros países, totalizando 1,067 bilhão mundialmente, superando a receita dos dois primeiros filmes da série juntos. Tornou-se o filme de animação de maior bilheteria, quebrando o recorde detido durante seis anos por Shrek 2, de 2004 (928 milhões), até ser superado em 2013 pelo musical Frozen, da Disney, seguido por Minions (2015) e Incredibles 2 (2018). Atualmente ocupa o 34° lugar na lista de maiores bilheterias mundiais, além de ter sido considerado o filme mais lucrativo de 2010, o quarto filme de animação de maior bilheteria (atrás de Frozen, Minions e Incredibles 2), o longa mais lucrativo da franquia Toy Story, a segunda maior bilheteria da Pixar (atrás de Incredibles 2), e o oitavo filme de maior bilheteria distribuído pela Disney. Quanto ao público estimado, entretanto, ainda ocupa o quarto lugar na lista de filmes de animação modernos, atrás de Shrek 2, Finding Nemo e The Lion King.
Em seu primeiro fim de semana, Toy Story 3 liderou as bilheterias mundiais com 145,3 milhões de dólares (153,7 milhões ao se considerar as pré-exibições durante a semana), a nona maior arrecadação de fim de semana de estreia mundial de um longa-metragem animado. Em 27 de agosto de 2010 – seu 71.º dia de lançamento –, ultrapassou a marca de 1 bilhão de dólares, tornando-se o terceiro filme da Disney, o segundo filme da empresa em 2010 (depois de Alice in Wonderland), o primeiro filme de animação, e o sétimo filme da história do cinema a conseguir realizar esse feito.

## América do Norte
Na América do Norte, Toy Story 3 é o 19.º filme de maior bilheteria, em dólares não ajustados pela inflação. Ajustando-se à inflação do preço do ingresso, entretanto, o longa ocupa a 96.ª posição na listagem dos filmes mais lucrativos de todos os tempos. É também o filme de maior bilheteria de 2010, o segundo filme mais lucrativo da Pixar (atrás de Finding Dory), o segundo filme de classificação G de maior bilheteria (atrás de The Lion King), o quarto filme de animação de maior bilheteria e o sétimo filme mais lucrativo distribuído pela Disney. O Box Office Mojo estima que o filme vendeu mais de 52 milhões de ingressos nos EUA e que tenha arrecadado 41,1 milhões de dólares apenas em seu primeiro dia de lançamento (18 de junho de 2010) em 4 028 cinemas, incluindo quatro milhões de dólares em exibições à meia-noite de cerca de 1 500 cinemas, estabelecendo um recorde para um filme de animação (superado por Minions e depois por Finding Dory).
Durante seu fim de semana de estreia, liderou as bilheterias ao arrecadar 110,3 milhões de dólares, estabelecendo um recorde entre os filmes da Pixar (superado por Finding Dory), bem como filmes lançados em junho (superado por Man of Steel e, posteriormente, por Jurassic World) e longas de classificação G. Também alcançou o segundo maior fim de semana de abertura entre os filmes de animação e o quarto maior fim de semana de estreia entre os filmes de 2010. Sua média de arrecadação de 27 385 dólares por local é a segunda maior para um filme de classificação G e a terceira maior para um longa-metragem de animação. Sua bilheteria na semana de estreia (de sexta a quinta-feira) de 167,6 milhões de dólares é a segunda maior entre os filmes do gênero, a segunda maior entre os filmes de 2010 e a 23.ª maior de todos os tempos. Também obteve a maior arrecadação de 10 dias entre os filmes de 2010. Liderou as bilheterias por dois fins de semana consecutivos.

## Brasil, Portugal e Angola
No Brasil, a Agência Nacional do Cinema estima que Toy Story 3 tenha obtido uma renda de 42 384 194,52 reais desde sua estreia, em 18 de junho de 2010, até o dia 6 de janeiro de 2011. A revista Exame, por sua vez, informa uma bilheteria de 42,29 milhões de reais desde a data de lançamento até 20 de de fevereiro de 2011. O longa-metragem foi visto por cerca de 4,3 milhões de pessoas em 496 salas. Apenas em seu fim de semana de estreia, levou 385 325 pessoas ao cinema e obteve renda de 4,7 milhões de reais, aproximadamente. O filme, juntamente com Alice in Wonderland, levou a distribuidora do filme no Brasil, Sony/Disney (Columbia), a ocupar o primeiro lugar no ranking de público, conquistando um total de 30 546 024 espectadores, o que equivale a 22,73% do público do ano de 2010. O Box Office Mojo estima uma arrecadação total de 23,6 milhões de dólares em território brasileiro.
Em Portugal e Angola, onde foi distribuído pela Lusomundo, o filme arrecadou um total de 3 456 577 dólares e ficou em terceiro lugar na lista dos filmes mais vistos de 2010, de acordo com o Box Office Mojo, que contabiliza os números de bilheteria nos dois países e os apresenta como uma arrecadação única. No território português, Toy Story 3 foi o quinto filme mais visto de 2010, com mais de 410 mil espectadores e uma receita estimada, conforme informa a RTP, em 2 574 627 euros. De acordo com dados do Instituto de Cinema e Audiovisual, só no período de 29 de julho de 2010, data de seu lançamento, até 15 de agosto do mesmo ano, o longa-metragem já teria levado cerca de 210 mil espectadores aos cinemas portugueses, bem como acumulado uma receita recorde de 1,3 milhão de euros.

## Outros territórios
Fora da América do Norte, Toy Story 3 é o 29.º filme de maior bilheteria, bem como o sexto filme, o terceiro longa-metragem de 2010, o filme da Pixar e o 11.º filme de maior bilheteria da Disney. Liderou as bilheterias fora da América do Norte três vezes, em seu primeiro (35 milhões de dólares), segundo e sexto fim de semana (o mais lucrativo). Seu maior mercado de arrecadação depois da América do Norte é o Japão (126,7 milhões de dólares), onde é o segundo filme norte-americano de maior bilheteria (atrás de Finding Nemo), seguido pelo Reino Unido, Irlanda e Malta (73,8 milhões de libras esterlinas – 116,6 milhões de dólares), onde até 2017 era o nono filme de maior bilheteria, e o México (59,4 milhões de dólares), onde é o terceiro filme de maior bilheteria. Ele estabeleceu recordes de fim de semana de abertura para filmes de animação no Equador, Colômbia, México, China, Argentina, Hong Kong, Espanha e Reino Unido. É o filme de animação de maior bilheteria de todos os tempos no Reino Unido, Irlanda e Malta, México, Hong Kong e Egito. É o filme de maior bilheteria de 2010 na Argentina, Bolívia, Chile, Colômbia, Hong Kong, México, Espanha, Reino Unido, Irlanda e Malta.